# Cyclosorus multifrons
Cyclosorus multifrons är en kärrbräkenväxtart som först beskrevs av Carl Frederik Albert Christensen, och fick sitt nu gällande namn av Mazumdar och Mukhop. Cyclosorus multifrons ingår i släktet Cyclosorus och familjen Thelypteridaceae. Inga underarter finns listade.